# Stati Uniti d'America ai Giochi della XVI Olimpiade
Gli Stati Uniti d'America hanno partecipato ai Giochi della XVI Olimpiade che si sono svolti a Melbourne dal 22 novembre all'8 dicembre 1956 
ed a Stoccolma dall'11 al 17 giugno dello stesso anno (solo per gli eventi equestri) 
con una delegazione di 305 atleti, di cui 47 donne, impegnati in 19 discipline,
aggiudicandosi 32 medaglie d'oro, 25 medaglie d'argento e 17 medaglie di bronzo.

## Medagliere

### Per discipline
| Sport              | Oro | Argento | Bronzo | Totale |
| ------------------ | --- | ------- | ------ | ------ |
| Atletica leggera   | 16  | 10      | 5      | 31     |
| Sollevamento pesi  | 4   | 2       | 1      | 7      |
| Tuffi              | 3   | 4       | 2      | 9      |
| Canottaggio        | 3   | 2       | 1      | 6      |
| Nuoto              | 2   | 4       | 5      | 11     |
| Pugilato           | 2   | 1       | 0      | 3      |
| Vela               | 1   | 0       | 1      | 2      |
| Pallacanestro      | 1   | 0       | 0      | 1      |
| Lotta libera       | 0   | 1       | 1      | 2      |
| Pentathlon moderno | 0   | 1       | 0      | 1      |
| Tiro               | 0   | 0       | 1      | 1      |
| Totale             | 32  | 25      | 17     | 74     |

### Medaglie
| Medaglia | Atleta | Sport              | Evento                                       |
| -------- | --- | ------------------ | -------------------------------------------- |
| Oro      | Bobby Joe Morrow | Atletica leggera   | 100 metri piani maschili                     |
| Oro      | Bobby Joe Morrow | Atletica leggera   | 200 metri piani maschili                     |
| Oro      | Charlie Jenkins | Atletica leggera   | 400 metri piani                              |
| Oro      | Tom Courtney | Atletica leggera   | 800 metri piani                              |
| Oro      | Lee Calhoun | Atletica leggera   | 110 metri ostacoli                           |
| Oro      | Glenn Davis | Atletica leggera   | 400 metri ostacoli                           |
| Oro      | Ira Murchison Leamon King Thane Baker Bobby Joe Morrow                                                                     | Atletica leggera   | Staffetta 4×100 metri maschile               |
| Oro      | Louis Jones John Mashburn Charlie Jenkins Tom Courtney                                                                     | Atletica leggera   | Staffetta 4×400 metri                        |
| Oro      | Charlie Dumas | Atletica leggera   | Salto in alto maschile                       |
| Oro      | Robert Richards | Atletica leggera   | Salto con l'asta                             |
| Oro      | Gregory Bell | Atletica leggera   | Salto in lungo maschile                      |
| Oro      | Parry O'Brien | Atletica leggera   | Getto del peso maschile                      |
| Oro      | Alfred Oerter | Atletica leggera   | Lancio del disco maschile                    |
| Oro      | Harold Connolly | Atletica leggera   | Lancio del martello                          |
| Oro      | Milt Campbell | Atletica leggera   | Decathlon                                    |
| Oro      | Mildred McDaniel | Atletica leggera   | Salto in alto femminile                      |
| Oro      | James Fifer Duvall Hecht                                                                                                   | Canottaggio        | Due senza maschile                           |
| Oro      | Arthur Ayrault Conn Findlay Tim. Kurt Seiffert                                                                             | Canottaggio        | Due con maschile                             |
| Oro      | Tom Charlton Dave Wight John Cooke Don Beer Caldwell Esselstyn Charles Grimes Rusty Wailes Bob Morey Tim. William Becklean | Canottaggio        | Otto maschile                                |
| Oro      | William Yorzyk | Nuoto              | 200 metri farfalla maschili                  |
| Oro      | Shelley Mann | Nuoto              | 100 metri farfalla femminili                 |
| Oro      | Stati Uniti | Pallacanestro      | Torneo maschile                              |
| Oro      | James Boyd | Pugilato           | Pesi mediomassimi                            |
| Oro      | Pete Rademacher | Pugilato           | Pesi massimi                                 |
| Oro      | Chuck Vinci | Sollevamento pesi  | Pesi gallo                                   |
| Oro      | Isaac Berger | Sollevamento pesi  | Pesi piuma                                   |
| Oro      | Tommy Kono | Sollevamento pesi  | Pesi massimi-leggeri                         |
| Oro      | Paul Anderson | Sollevamento pesi  | Pesi massimi                                 |
| Oro      | Bob Clotworthy | Tuffi              | Trampolino maschile                          |
| Oro      | Pat McCormick | Tuffi              | Trampolino femminile                         |
| Oro      | Pat McCormick | Tuffi              | Piattaforma femminile                        |
| Oro      | Herbert Williams Lawrence Low                                                                                              | Vela               | Star                                         |
| Argento  | Thane Baker | Atletica leggera   | 100 metri piani maschili                     |
| Argento  | Andy Stanfield | Atletica leggera   | 200 metri piani maschili                     |
| Argento  | Jack Davis | Atletica leggera   | 110 metri ostacoli                           |
| Argento  | Eddie Southern | Atletica leggera   | 400 metri ostacoli                           |
| Argento  | Robert Gutowski | Atletica leggera   | Salto con l'asta                             |
| Argento  | John Dale Bennett | Atletica leggera   | Salto in lungo maschile                      |
| Argento  | Bill Nieder | Atletica leggera   | Getto del peso maschile                      |
| Argento  | Fortune Gordien | Atletica leggera   | Lancio del disco maschile                    |
| Argento  | Rafer Johnson | Atletica leggera   | Decathlon                                    |
| Argento  | Willye White | Atletica leggera   | Salto in lungo femminile                     |
| Argento  | Patrick Costello Jim Gardiner                                                                                              | Canottaggio        | Due di coppia maschile                       |
| Argento  | John Welchli John McKinlay Arthur McKinlay James McIntosh                                                                  | Canottaggio        | Quattro senza maschile                       |
| Argento  | Dan Hodge | Lotta libera       | Pesi medi                                    |
| Argento  | Dick Hanley George Breen William Tripp Woolsey Ford Konno                                                                  | Nuoto              | Staffetta 4x200 metri stile libero maschile  |
| Argento  | Carin Cone | Nuoto              | 100 metri dorso femminili                    |
| Argento  | Nancy Ramey | Nuoto              | 100 metri farfalla femminili                 |
| Argento  | Sylvia Ruuska Shelley Mann Nancy Simons Joan Rosazza                                                                       | Nuoto              | Staffetta 4x100 metri stile libero femminile |
| Argento  | George Lambert William Andre Jack Daniels                                                                                  | Pentathlon moderno | Gara a squadre                               |
| Argento  | José Torres | Pugilato           | Pesi superwelter                             |
| Argento  | Pete George | Sollevamento pesi  | Pesi medi                                    |
| Argento  | Dave Sheppard | Sollevamento pesi  | Pesi mediomassimi                            |
| Argento  | Donald Harper | Tuffi              | Trampolino maschile                          |
| Argento  | Gary Tobian | Tuffi              | Piattaforma maschile                         |
| Argento  | Jeanne Stunyo | Tuffi              | Trampolino femminile                         |
| Argento  | Juno Stover | Tuffi              | Piattaforma femminile                        |
| Bronzo   | Thane Baker | Atletica leggera   | 200 metri piani maschili                     |
| Bronzo   | Joel Shankle | Atletica leggera   | 110 metri ostacoli                           |
| Bronzo   | Josh Culbreath | Atletica leggera   | 400 metri ostacoli                           |
| Bronzo   | Desmond Koch | Atletica leggera   | Lancio del disco maschile                    |
| Bronzo   | Isabelle Daniels Mae Faggs Wilma Rudolph Margaret Matthews                                                                 | Atletica leggera   | Staffetta 4×100 metri femminile              |
| Bronzo   | Jack Kelly | Canottaggio        | Singolo maschile                             |
| Bronzo   | Pete Blair | Lotta libera       | Pesi medio-massimi                           |
| Bronzo   | George Breen | Nuoto              | 400 metri stile libero maschili              |
| Bronzo   | George Breen | Nuoto              | 1500 metri stile libero maschili             |
| Bronzo   | Frank McKinney | Nuoto              | 100 metri dorso maschili                     |
| Bronzo   | Sylvia Ruuska | Nuoto              | 400 metri stile libero femminili             |
| Bronzo   | Mary Sears | Nuoto              | 100 metri farfalla femminili                 |
| Bronzo   | Jim George | Sollevamento pesi  | Pesi massimi-leggeri                         |
| Bronzo   | Offutt Pinion | Tiro               | Pistola 50 metri                             |
| Bronzo   | Richard Connor | Tuffi              | Piattaforma maschile                         |
| Bronzo   | Paula Myers | Tuffi              | Piattaforma femminile                        |
| Bronzo   | John Marvin | Vela               | Finn                                         |

## Risultati

### Calcio
| Atleta | Classifica |                        |
| --- | --- | ---------------------- |
| V · D · M Nazionale olimpica statunitense · Calcio ai Giochi Olimpici Estivi 1956 1 Carden · 2 Coder · 3 Conterio · 4 Dorrian · 5 Engedahl · 6 Keough · 7 Looby · 8 Marina · 9 Mendoza · 10 Monsen · 11 Murphy · 12 Packer · 13 Snylyk · 14 Wecke · 15 Wirth · 16 Zerhusen · CT : Mills | 5° |                        |
| Nazionale olimpica statunitense · Calcio ai Giochi Olimpici Estivi 1956 | |                        |
| 1 Carden · 2 Coder · 3 Conterio · 4 Dorrian · 5 Engedahl · 6 Keough · 7 Looby · 8 Marina · 9 Mendoza · 10 Monsen · 11 Murphy · 12 Packer · 13 Snylyk · 14 Wecke · 15 Wirth · 16 Zerhusen · CT: Mills                                                                                    | 1 Carden · 2 Coder · 3 Conterio · 4 Dorrian · 5 Engedahl · 6 Keough · 7 Looby · 8 Marina · 9 Mendoza · 10 Monsen · 11 Murphy · 12 Packer · 13 Snylyk · 14 Wecke · 15 Wirth · 16 Zerhusen · CT: Mills | Stati Uniti (bandiera) |

### Pallacanestro
| Atleta | Classifica |
| --- | ---------- |
| V · D · M Nazionale statunitense - Pallacanestro ai Giochi della XVI Olimpiade 3 Cain · 4 Hougland · 5 Jones · 6 Russell · 7 Walsh · 8 Evans · 9 Haldorson · 10 Tomsic · 11 Boushka · 12 Ford · 13 Jeangerard · 14 Darling · All. Gerald Tucker | Oro        |
| Nazionale statunitense - Pallacanestro ai Giochi della XVI Olimpiade |            |
| 3 Cain · 4 Hougland · 5 Jones · 6 Russell · 7 Walsh · 8 Evans · 9 Haldorson · 10 Tomsic · 11 Boushka · 12 Ford · 13 Jeangerard · 14 Darling · All. Gerald Tucker                                                                                |            |

### Pallanuoto
| Atleta | Classifica                                                                                                 |                        |
| --- | --- | ---------------------- |
| V · D · M Nazionale maschile statunitense di pallanuoto · Giochi olimpici - Melbourne 1956 Horn • Ross • Frojen • Wolf • Severa • Gaughran • B. Kooistra • Hahn • Hughes • S. Kooistra • Good · CT : - | 5° |                        |
| Nazionale maschile statunitense di pallanuoto · Giochi olimpici - Melbourne 1956 | |                        |
| Horn • Ross • Frojen • Wolf • Severa • Gaughran • B. Kooistra • Hahn • Hughes • S. Kooistra • Good · CT: -                                                                                             | Horn • Ross • Frojen • Wolf • Severa • Gaughran • B. Kooistra • Hahn • Hughes • S. Kooistra • Good · CT: - | Stati Uniti (bandiera) |